# 求救信
《求救信》（英語：Letter from Masanjia）是2018年加拿大纪录片，由李云翔执导。影片讲述了被关押于中国沈阳马三家劳动教养院的囚犯孙毅写信控诉监狱虐待犯人并向海外求救，随后信件被美国俄勒冈州家庭主妇朱莉·基斯（Julie Keith）在一个装着万圣节装饰品的箱子中被发现的故事。2018年4月27日，影片首映礼在Hot Docs加拿大国际纪录片影展首映，2019年获第7届加拿大银幕奖最佳纪录片奖。